# Болівійська академія мови
Болівійська академія мови (ісп. Academia Boliviana de la Lengua) — громадська організація, що об'єднує вчених, письменників і діячів культури, які є експертами у сфері функціонування та розвитку іспанської мови в Болівії. Заснована в Ла-Пасі 25 серпня 1927 за пропозицією президента республіки Ернандо Сілеса. Засновниками Академії виступили міністр освіти та тваринництва Вісенте Муньос Рейєс, сенатор Франциско Ірасос та публіцист Росендо Віллалобос, який став першим директором Академії.
Академія створена за образом і подобою Королівської академії іспанської мови, до складу Болівійської академії були обрані вчені-лінгвісти та письменники. Головними цілями Академії, записаними у її Статуті, був захист та культивування іспанської мови. Згідно зі Статутом у редакції 2005, до складу Академії входить 40 осіб.
До 1997 Академія не мала власного приміщення та проводила свої заходи у кабінетах директорів чи у будинках своїх членів. У 1997 Культурний Фонд Центрального банку Болівії надав у її розпорядження окрему будівлю.
Академія має постійний комітет з лексикографії, який веде дослідження особливостей болівійської лексики для включення «болівіанізмів» у DRAE. Крім того, з 1985 Академія видає щорічний журнал "Annals".
З 2017 Академію очолює відомий вчений-лінгвіст Хосе Мендоса Кірога.
Академія входить до Асоціації академій іспанської мови.